# Mosbach
Mosbach (tiếng Đức: [ˈmoːsˌbax] ⓘ) là một thị trấn nằm ở phía bắc bang Baden-Württemberg, Đức. Đây là thủ phủ của huyện Neckar-Odenwald-Kreis, có sân số khoảng 25,000 người phân bố tại sáu làng: Mosbach Town, Lohrbach, Neckarelz, Diedesheim, Sattelbach và Reichenbuch.

## Địa phương kết nghĩa
Mosbach kết nghĩa với:
- Budapest II, Hungary
- Château-Thierry, Pháp
- Finike, Thổ Nhĩ Kỳ
- Lymington, Anh
- Rosolina, Ý

## Thư viện ảnh

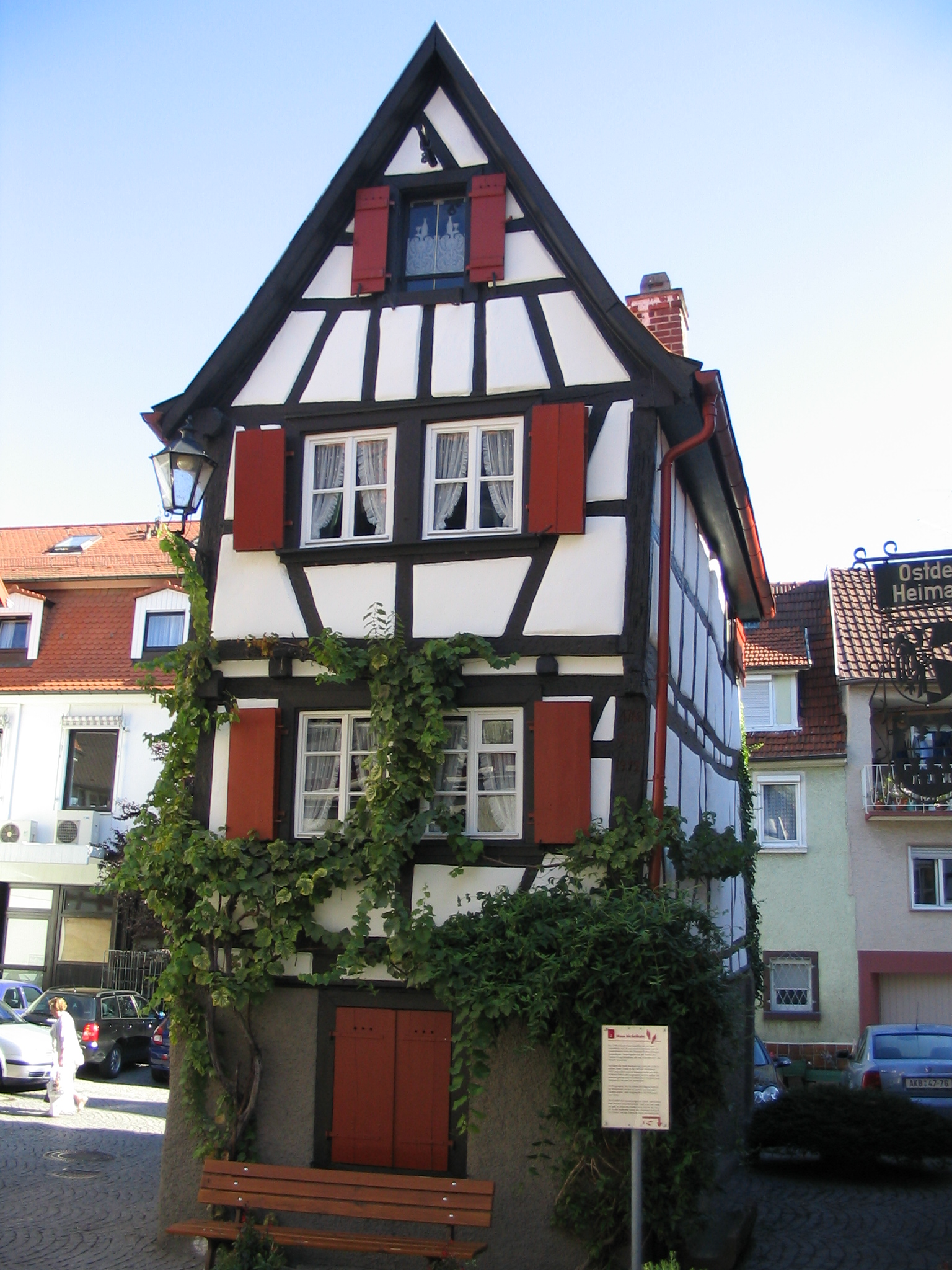
Ngôi nhà Kickelhain
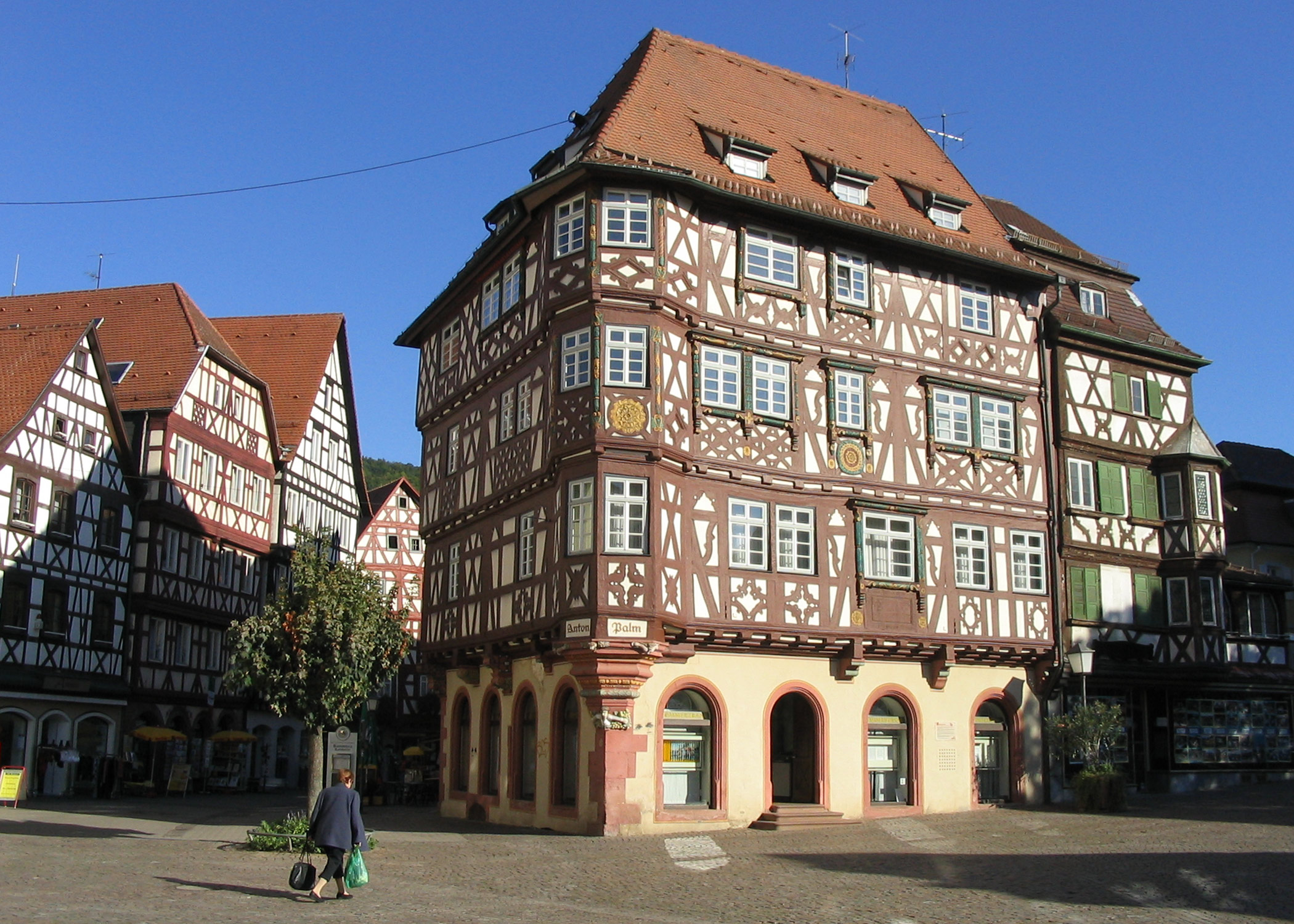
“Palmsche Haus”
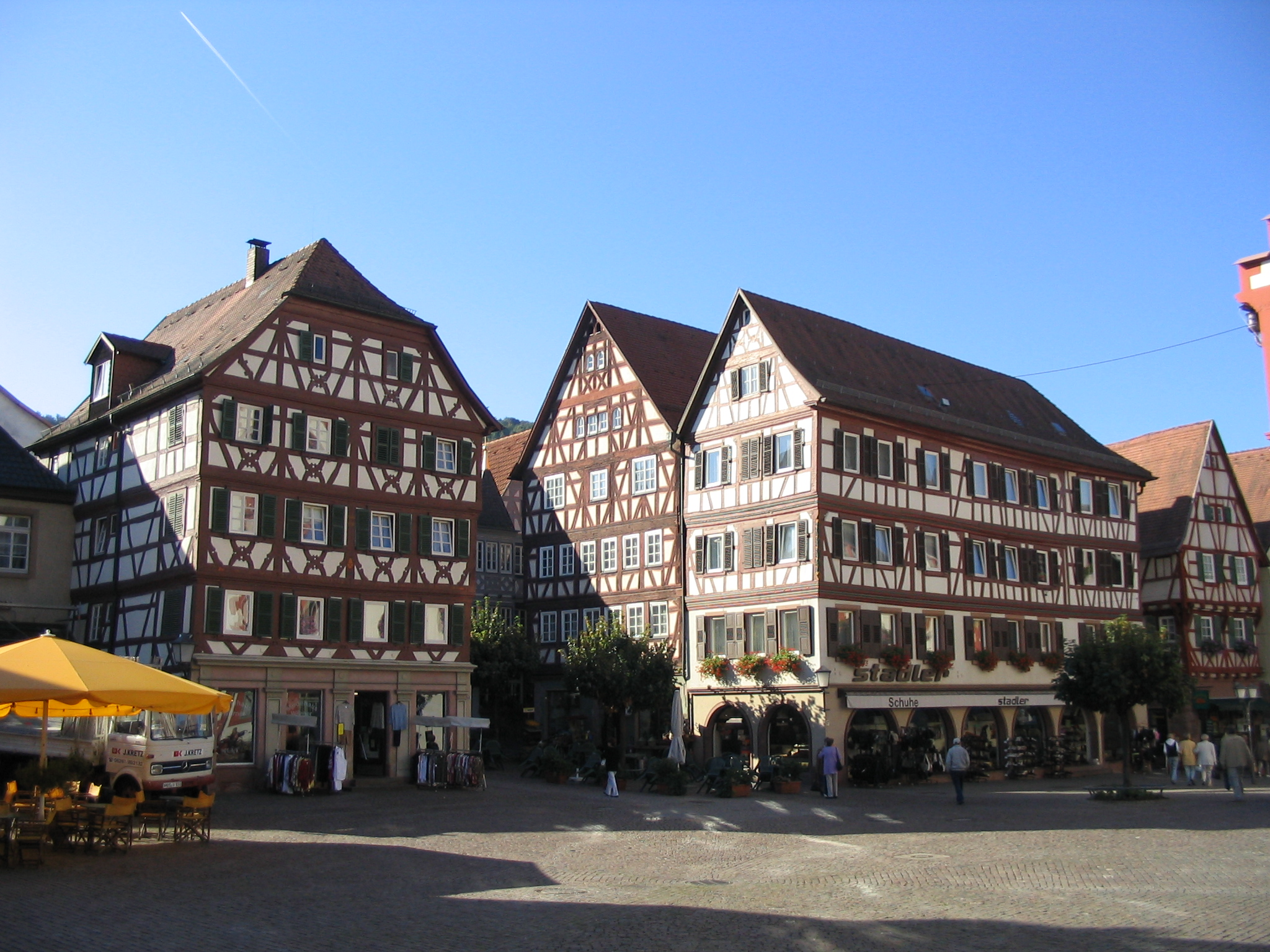
Khu chợ, đối diện với “Palmsche Haus”
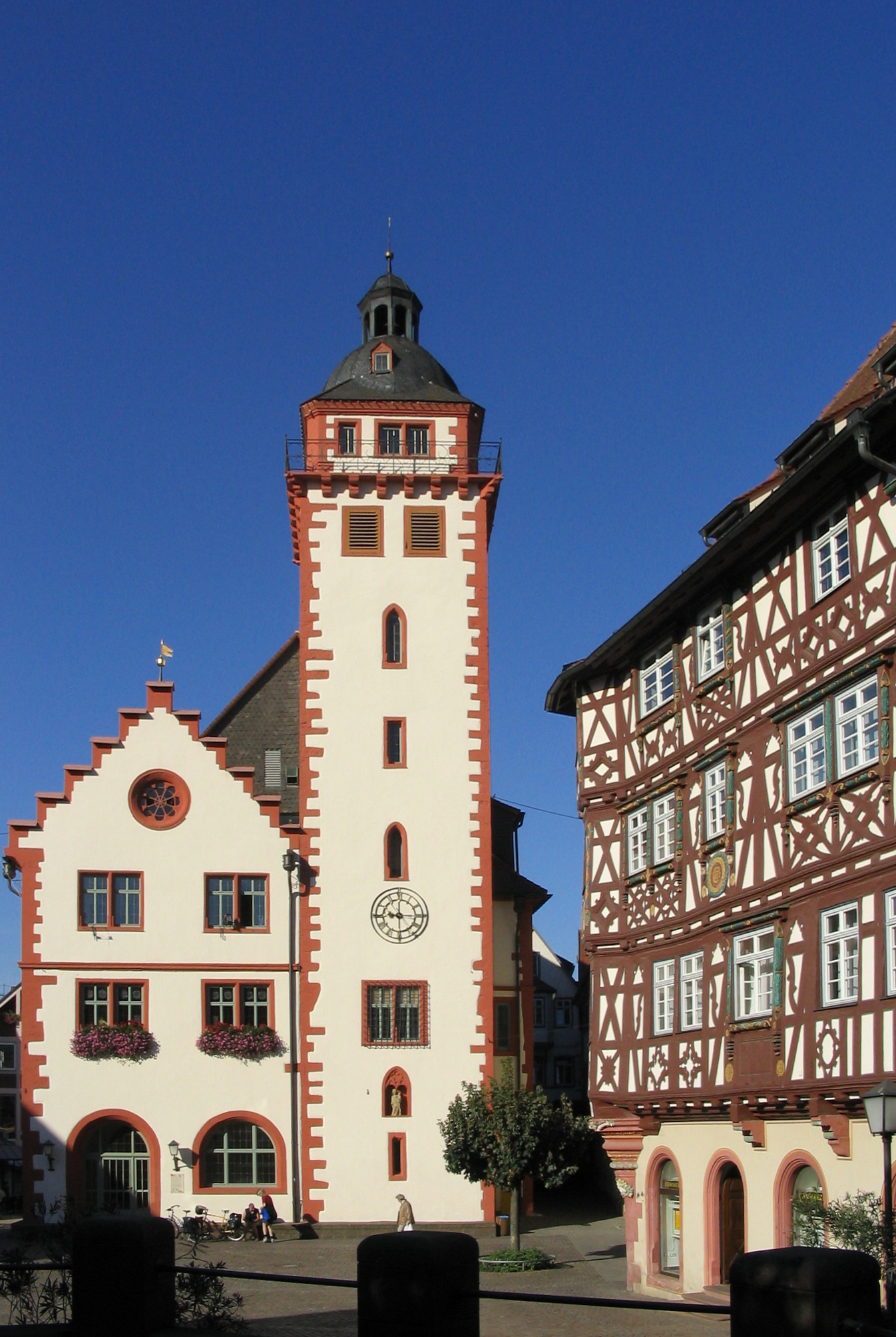
Tòa thị chính
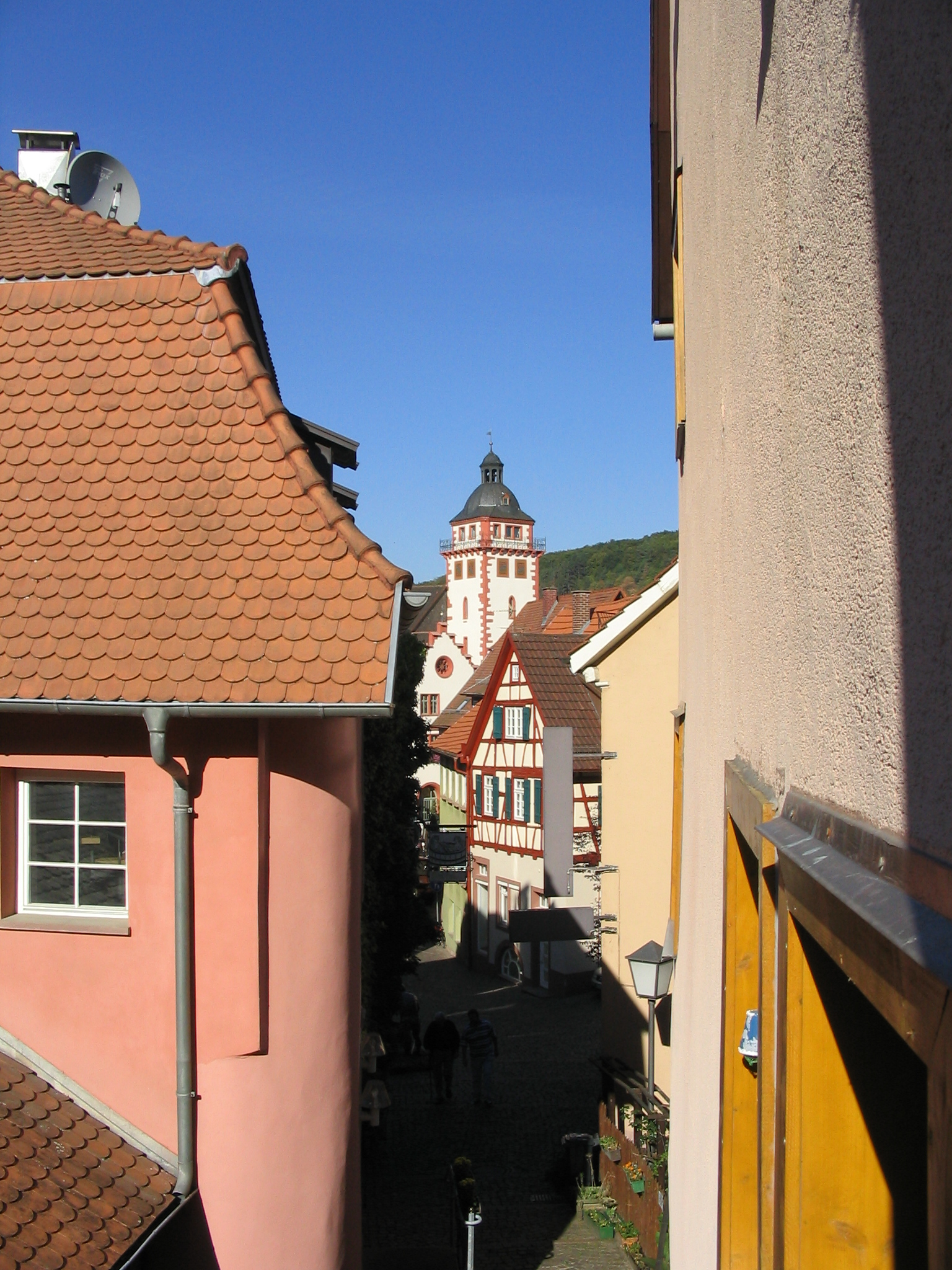
Một góc phố
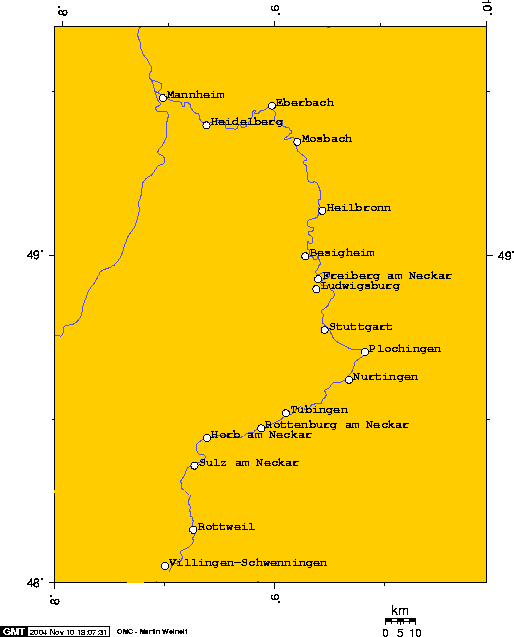
Mosbach và các thị trấn khác trên sông Neckar